# Hordeum pubiflorum
Hordeum pubiflorum  es una planta monocotiledónea anual de la familia de las poáceas (gramíneas). Es originaria de Chile y Argentina.

## Taxonomía
Hordeum pubiflorum fue descrito por Joseph Dalton Hooker y publicado en Flora Antarctica 2: 388. 1847.
Etimología
Hordeum: nombre  antiguo latino para la cebada.
pubiflorum: epíteto latíno que significa "con flores peludas".
Sinonimia
- Critesion pubiflorum (Hook.f.) Á.Löve
- Critesion pubiflorum subsp. pubiflorum
- Hordeum comosum var. pubiflorum (Hook.f.) Thell.
- Hordeum jubatum var. pilosulum Franch.
- Hordeum jubatum f. violaceum Kuntze
- Hordeum jubatum f. viride Kuntze
- Hordeum pubiflorum subsp. pubiflorum
- Hordeum secalinum var. pubiflorum (Hook.f.) Hauman[5]